# Virgin MVR-02
Chronologie des modèles (2011)
Virgin VR-01 Marussia MR01
La Virgin MVR-02 est la monoplace de Formule 1 engagée par l’équipe Marussia Virgin Racing dans le cadre du championnat du monde de Formule 1 2011. Présentée le 7 février 2011 à Londres dans les studios de la BBC, elle débutera en championnat le 27 mars 2011 au Grand Prix d’Australie, pilotée par l’Allemand Timo Glock et le Belge Jérôme d’Ambrosio.
Tout comme la saison passée, la Virgin MVR-02 est la seule monoplace du plateau dont le design est intégralement développé sur ordinateur, sans avoir recours à une soufflerie ; le museau conserve notamment une forme plongeante alors que la plupart des monoplaces opte pour un nez très relevé. Le designer en chef, Nick Wirth, a par ailleurs précisé au début de la saison que la MVR-02 n’utiliserait pas de SREC en raison de son coût de développement.

## Résultats en championnat du monde de Formule 1
| Saison | Écurie                 | Moteur              | Pneus   | Pilotes           | Courses | Courses | Courses | Courses | Courses | Courses | Courses | Courses | Courses | Courses | Courses | Courses | Courses | Courses | Courses | Courses | Courses | Courses | Courses | Points inscrits | Classement |
| Saison | Écurie                 | Moteur              | Pneus   | Pilotes           | 1       | 2       | 3       | 4       | 5       | 6       | 7       | 8       | 9       | 10      | 11      | 12      | 13      | 14      | 15      | 16      | 17      | 18      | 19      | Points inscrits | Classement |
| ------ | ---------------------- | ------------------- | ------- | ----------------- | ------- | ------- | ------- | ------- | ------- | ------- | ------- | ------- | ------- | ------- | ------- | ------- | ------- | ------- | ------- | ------- | ------- | ------- | ------- | --------------- | ---------- |
| 2011   | Marussia Virgin Racing | Cosworth V8 CA2011k | Pirelli |                   | AUS     | MAL     | CHI     | TUR     | ESP     | MON     | CAN     | EUR     | GBR     | ALL     | HON     | BEL     | ITA     | SIN     | JAP     | COR     | IND     | ABU     | BRÉ     | 0               | 12e        |
| 2011   | Marussia Virgin Racing | Cosworth V8 CA2011k | Pirelli | Timo Glock        | Abd     | 16e     | 21e     | Np      | 19e     | Abd     | 15e     | 21e     | 16e     | 17e     | 17e     | 18e     | 15e     | Abd     | 20e     | 18e     | Abd     | 19e     | Abd     | 0               | 12e        |
| 2011   | Marussia Virgin Racing | Cosworth V8 CA2011k | Pirelli | Jérôme d'Ambrosio | 14e     | Abd     | 20e     | 20e     | 20e     | 15e     | 14e     | 22e     | 17e     | 18e     | 19e     | 17e     | Abd     | 18e     | 21e     | 20e     | 16e     | Abd     | 19e     | 0               | 12e        |

Légende : ici